# Liste der Kulturdenkmäler in Mosbruch
In der Liste der Kulturdenkmäler in Mosbruch sind alle Kulturdenkmäler der rheinland-pfälzischen Ortsgemeinde Mosbruch aufgeführt. Grundlage ist die Denkmalliste des Landes Rheinland-Pfalz (Stand: 17. Juli 2023).

## Einzeldenkmäler
| Bezeichnung                          | Lage                    | Baujahr                  | Beschreibung | Bild                           |
| ------------------------------------ | ----------------------- | ------------------------ | --- | ------------------------------ |
| Hofanlage                            | Hauptstraße 12 Lage     | 19. Jahrhundert          | Hofanlage; Fachwerkhaus, 19. Jahrhundert, Fachwerk-Wirtschaftsgebäude, teilweise massiv, 18. oder 19. Jahrhundert | BW                             |
| Katholische Filialkirche St. Blasius | Zum Weiher 1 Lage       | 1857                     | dreiachsiger Saalbau, 1857                                                                                        | weitere Bilder Fotos hochladen |
| Katholische Kapelle St. Mechthild    | Zumriederstraße 15 Lage | 18. oder 19. Jahrhundert | zweiachsiger Saalbau, 18. oder 19. Jahrhundert                                                                    | weitere Bilder Fotos hochladen |

## Ehemalige Kulturdenkmäler
| Bezeichnung     | Lage                              | Baujahr | Beschreibung                                                                                           | Bild |
| --------------- | --------------------------------- | ------- | --- | ---- |
| Friedrichsmühle | südlich des Ortes am Ueßbach Lage |         | auch Ackermühle; Quereinhaus; Mühle erstmals 1687 erwähnt, 1952 stillgelegt; aus Denkmalliste gelöscht | BW   |